# Stift auf dem Berge
Das Stift auf dem Berge oder St. Mariae auf dem Berge in Herford war ein im 11. Jahrhundert gegründetes Nonnenkloster, ehe es im Spätmittelalter in ein Damenstift umgewandelt wurde. Als solches blieb es auch nach der Reformation bestehen und wurde 1810 aufgehoben. Es war ein Tochterkloster des Reichsstifts Herford. Als Klosterkirche diente die Marienkirche.

## Mittelalter

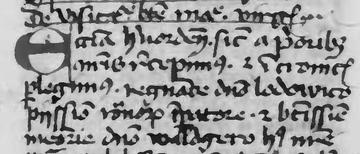
Mittelalterlicher Bericht von der Vision

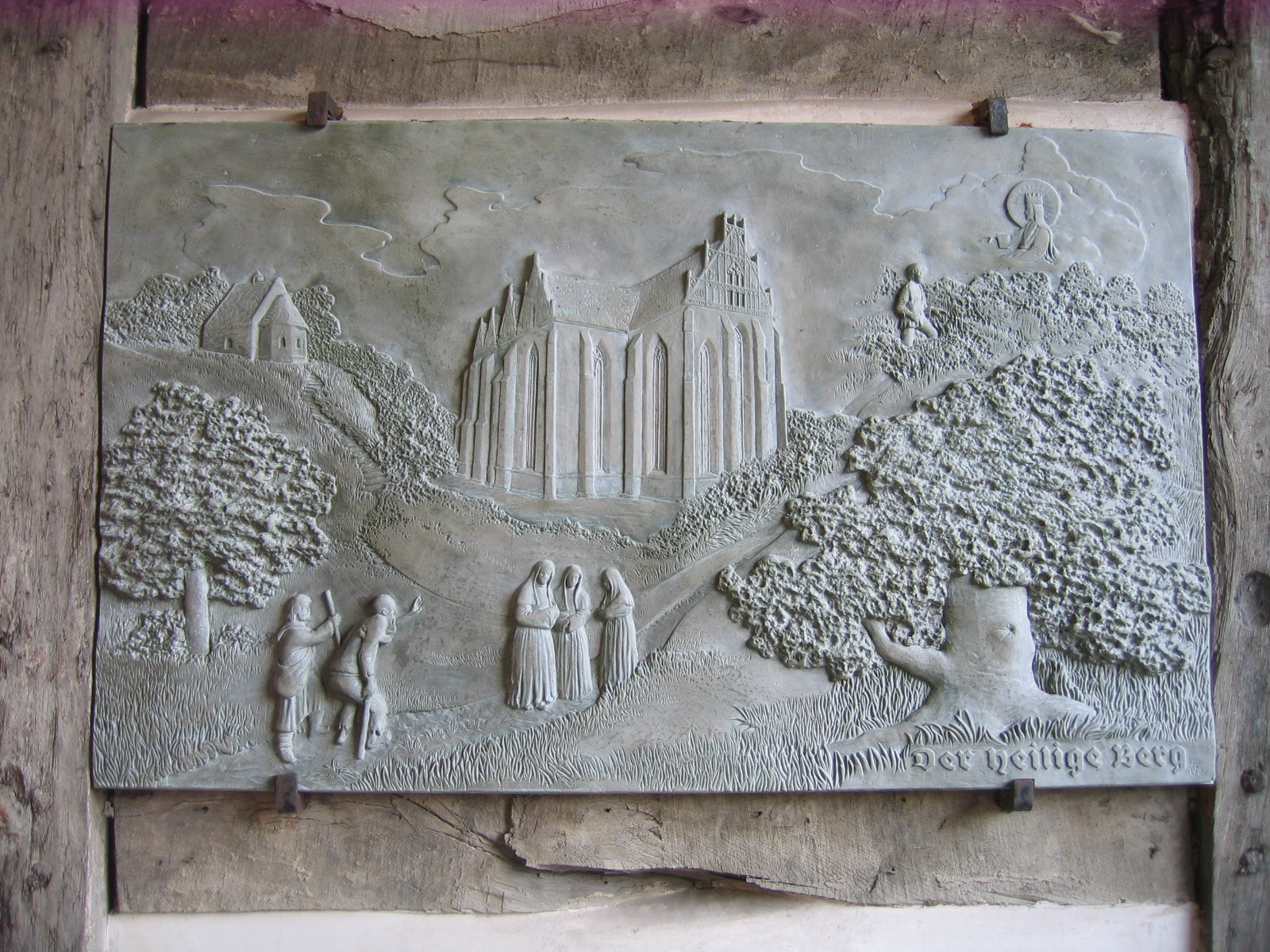
Die Marienerscheinung auf einem Relief am Freien Hof

Seit dem 8. Jahrhundert bestand das Stift Herford. Die Äbtissin Godesdiu/Godesta aus dem Geschlecht der Billunger gründete auf dem heutigen Stiftberg in der Nähe der Stadt um 1011 ein Nonnenkloster. Eine Gründungslegende (Herforder Vision) berichtete vom Auftrag Marias „ad montem visionis“ (auf dem Berg der Erscheinung) ein Kloster zu gründen. Die Äbtissin stattete die Neugründung mit Besitzungen ihrer Familie aus. Eine erste kleine Kirche wurde 1017 von Bischof Meinwerk von Paderborn geweiht.
Durch Stiftungen und Besitzübertragungen nahm der Wohlstand zu. Das Stift verfügte über etwa 40 größere und einige weitere kleinere Höfe. In der unmittelbaren Nachbarschaft lag seit dem Mittelalter der sogenannte Meierhof. Bereits kurz nach der Gründung wurden Kirche und Kloster Ziel von zahlreichen Wallfahrern. Insbesondere die Wallfahrer machten das Kloster wohlhabend. Der Pfarrer und der Konvent stritten 1262 um die Einkünfte aus den Opfergaben auf dem Altar und dem Opferstock an dem Baumstamm der Vision.
Die Einnahmen erlaubten im 14. Jahrhundert den gotischen Neubau der Klosterkirche. Aus der Wallfahrt entwickelte sich ein Jahrmarkt, der ebenfalls zahlreiche Besucher anzog. Der Jahrmarkt, Vision genannt, bestand auch nach der Reformation fort.
Im späten Mittelalter wurde das Kloster in ein freiweltlich-adeliges Damenstift umgewandelt. Die Stiftsdamen lebten nicht mehr gemeinschaftlich in Klausur, sondern es entstanden eine Reihe von Stiftskurien.

## Frühe Neuzeit

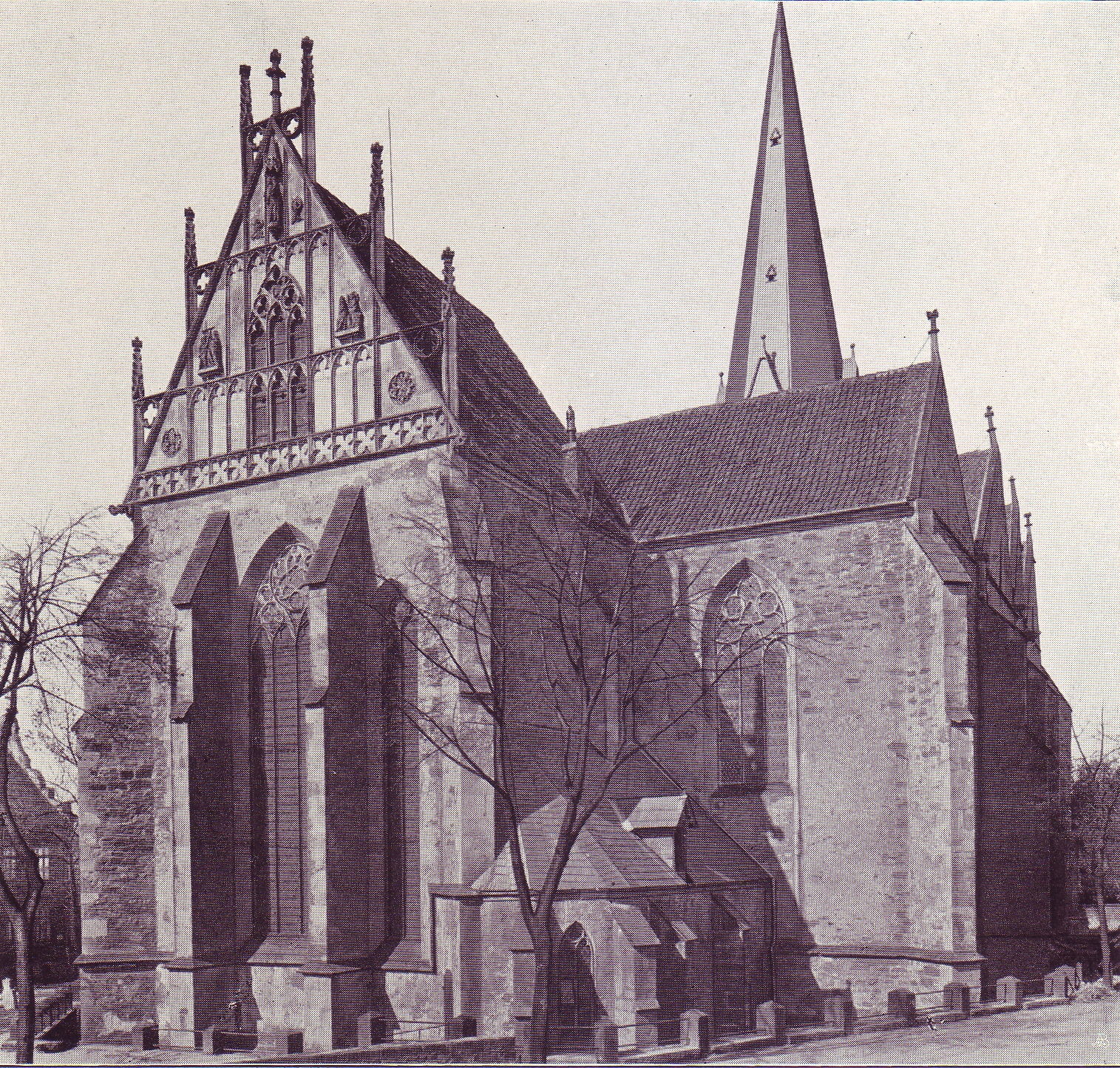
Die Klosterkirche St. Maria (um 1904)

Die Einrichtung blieb auch nach der Reformation des Stifts 1547/1548 bestehen. Die Stiftskirche diente seitdem auch als Pfarrkirche für die um das Stift lebenden Menschen. Um 1636 gab es zwanzig Häuser mit 135 Einwohnern. Im Jahr 1747 gab es 30 Häuser und sechs Kurien der Stiftsdamen. Dabei wurde die Siedlung immer mehr ein Stadtteil von Herford.
Die Zahl der Präbenden betrug anfangs vierzehn. Seit 1635 gab es zwölf Stellen. Die Stiftsdamen stammten spätestens seitdem aus dem Niederadel der Region. Geleitet wurde die Einrichtung von einer Pröpstin. Diese und die Dechantin wurden von der Gemeinschaft gewählt. Die Küsterin wurden von der Äbtissin von Herford ernannt.
Das Stift war in verschiedener Weise vom Stift Herford abhängig. Die Äbtissin übte seit der Reformation nicht nur landesherrliche weltliche Rechte aus, sondern sie hatte auch die geistliche Gerichtsbarkeit über das Stift auf dem Berge. Die Äbtissin hatte die Statuten des Stifts zu bestätigen. Sie bestimmte auch die Person des Amtmannes und des Pastors. Auch bei der Neuaufnahme von Stiftsdamen hatte die Äbtissin ein Mitbestimmungsrecht. Außerdem hatten sie Teil an bestimmten Einkünften des Stifts.
Bereits 1802 drohte die Auflösung. Das Stift wurde 1810 im Zuge der Säkularisation zur Zeit des Königreichs Westphalen aufgehoben. Die ehemalige Stiftskirche St. Marien dient weiter als Pfarrkirche.